# Rignano sull'Arno
Rignano sull'Arno é uma comuna italiana da região da Toscana, província de Florença, com cerca de 7.526 habitantes. Estende-se por uma área de 54 km², tendo uma densidade populacional de 139 hab/km². Faz fronteira com Bagno a Ripoli, Greve in Chianti, Incisa in Val d'Arno, Pelago, Pontassieve, Reggello.

## Demografia
| Variação demográfica do município entre 1861 e 2011                               |
|                                                                                   |
| Fonte: Istituto Nazionale di Statistica (ISTAT) - Elaboração gráfica da Wikipedia |